# Riverside (Pennsylvania)
Riverside ist ein Borough im Northumberland County in Pennsylvania, Vereinigte Staaten. Das U.S. Census Bureau hat bei der Volkszählung 2020 eine Einwohnerzahl von 2.040 ermittelt.

## Geographie
Riversides geographische Koordinaten lauten 40° 57′ N, 76° 38′ W. Riverside liegt auf dem südlichen Ufer in einer langgezogenen Linksbiegung des Susquehanna River, die fast vollständig zum Gebiet des Boroughs gehört, einschließlich des Danville Airport und der Siedlung Kipps Run unweit der Mündung des gleichnamigen Baches.
Nach den Angaben des United States Census Bureaus hat der Borough eine Fläche von 13,8 km², wovon 12,5 km² auf Land und 1,5 km² (8,85 %) auf Gewässer entfallen.
Über die Factory Street Bridge ist Riverside mit Danville verbunden.

## Geschichte
Riverside wurde 1871 inkorporiert.

## Demographie
Zum Zeitpunkt des United States Census 2000 bewohnten Riverside 1861 Personen. Die Bevölkerungsdichte betrug 148,5 Personen pro km². Es gab 799 Wohneinheiten, durchschnittlich 63,7 pro km². Die Bevölkerung in Riverside bestand zu 99,19 % aus Weißen, 0,05 % Schwarzen oder African American, 0 % Native American, 0,21 % Asian, 0 % Pacific Islander, 0,11 % gaben an, anderen Rassen anzugehören und 0,43 % nannten zwei oder mehr Rassen. 0,64 % der Bevölkerung erklärten, Hispanos oder Latinos jeglicher Rasse zu sein.
Die Bewohner Riversides verteilten sich auf 760 Haushalte, von denen in 30,5 % Kinder unter 18 Jahren lebten. 65,0 % der Haushalte stellten Verheiratete, 7,0 % hatten einen weiblichen Haushaltsvorstand ohne Ehemann und 26,1 % bildeten keine Familien. 23,2 % der Haushalte bestanden aus Einzelpersonen und in 10,1 % aller Haushalte lebte jemand im Alter von 65 Jahren oder mehr alleine. Die durchschnittliche Haushaltsgröße betrug 2,44 und die durchschnittliche Familiengröße 2,88 Personen.
Die Bevölkerung verteilte sich auf 22,6 % Minderjährige, 5,1 % 18–24-Jährige, 27,5 % 25–44-Jährige, 28,9 % 45–64-Jährige und 16,0 % im Alter von 65 Jahren oder mehr. Der Median des Alters betrug 42 Jahre. Auf jeweils 100 Frauen entfielen 94,3 Männer. Bei den über 18-Jährigen entfielen auf 100 Frauen 88,6 Männer.
Das mittlere Haushaltseinkommen in Riverside betrug 45.469 US-Dollar und das mittlere Familieneinkommen erreichte die Höhe von 55.515 US-Dollar. Das Durchschnittseinkommen der Männer betrug 38.929 US-Dollar, gegenüber 25.556 US-Dollar bei den Frauen. Das Pro-Kopf-Einkommen belief sich auf 23.732 US-Dollar. 7,1 % der Bevölkerung und 5,7 % der Familien hatten ein Einkommen unterhalb der Armutsgrenze, davon waren 10,4 % der Minderjährigen und 9,2 % der Altersgruppe 65 Jahre und mehr betroffen.